# Claude Rains
William Claude Rains (Londres, 10 de novembro de 1889 - Laconia, New Hampshire, 30 de maio de 1967) foi um ator britânico nascido na Inglaterra e naturalizado estadunidense. Sua carreira é vista como uma das mais brilhantes do cinema anglófono, interpretando papéis essenciais em alguns dos maiores e mais importantes filmes da indústria cinematográfica. Foi vencedor de um prêmio Tony, nomeado a quatro Oscars e selecionado pelo The Daily Telegraph como um dos 50 maiores atores da Era de Ouro de Hollywood.
Rains lutou na Primeira Grande Guerra e num dos ataques foi atingido, ficando quase cego de um olho para o resto da vida.
Seu primeiro papel em Hollywood foi em 1933, no filme O Homem Invisível, onde apenas sua voz marcante era ouvida e a sua face foi vista apenas ao final do filme. Em 1939 naturalizou-se cidadão estadunidense.
Após O Homem Invisível, os estúdios tentaram lhe impor papéis em filmes de terror, mas isso não aconteceu graças às indicações ao Óscar pelos personagens de senador corrupto em Mr. Smith Goes to Washington (1939) e do policial francês em Casablanca (1944).
Em 1946, Rains se tornou o primeiro ator a receber o salário de um milhão de dólares, pelo papel de Júlio César no filme Caesar and Cleopatra.
Dois de seus mais destacados papéis no cinema foram em Lawrence of Arabia, de 1962, onde fez o personagem 'Dryden', e em The Greatest Story Ever Told, de 1965, no papel de 'Rei Herodes', e que foi o último filme em que atuou.
Morreu de hemorragia interna, aos 77 anos de idade. Ele tem uma estrela na Calçada da Fama, no Hollywood Boulevard.

## Indicações ao Oscar
- 1939 - Indicado na categoria melhor ator coadjuvante, pelo personagem 'Joseph Harrison Paine', em Mr. Smith Goes to Washington.
- 1944 - Indicado na categoria melhor ator coadjuvante, pelo personagem 'Capitão Renault', em Casablanca
- 1945 - Indicado na categoria melhor ator Coadjuvante, pelo personagem 'Job Skeffington', em Mr. Skeffington
- 1947 - Indicado na categoria melhor ator Coadjuvante, pelo personagem Alexander Sebastian, em Notorious

## Filmografia parcial[5]
- 1933 The Invisible Man
- 1934 Crime Without Passion
- 1935 The Man Who Reclaimed His Head
- 1935 The Mystery of Edwin Drood
- 1935 The Clairvoyant
- 1935 The Last Outpost
- 1936 Hearts Divided
- 1936 Anthony Adverse
- 1937 Stolen Holiday
- 1937 The Prince and the Pauper
- 1937 They Won't Forget
- 1938 Gold Is Where You Find It
- 1938 The Adventures of Robin Hood
- 1938 White Banners
- 1938 Four Daughters
- 1939 They Made Me a Criminal
- 1939 Juarez
- 1939 Daughters Courageous
- 1939 Mr. Smith Goes to Washington
- 1939 Four Wives
- 1940 Saturday's Children
- 1940 The Sea Hawk
- 1940 The Lady with Red Hair
- 1941 Four Mothers
- 1941 Here Comes Mr. Jordan
- 1941 The Wolf Man
- 1942 Kings Row
- 1942 Moontide
- 1942 Now Voyager
- 1943 Casablanca
- 1943 Forever and a Day
- 1943 The Phantom of the Opera
- 1944 Passage to Marseille
- 1944 Mr. Skeffington
- 1945 Strange Holiday
- 1945 This Love of Ours
- 1945 Caesar and Cleopatra
- 1946 Notorious
- 1946 Deception
- 1946 Angel on My Shoulder
- 1947 The Unsuspected
- 1949 The Passionate Friends
- 1949 Rope and Sand
- 1949 Song of Surrender
- 1950 The White Tower
- 1950 Where Danger Lives
- 1951 Sealed Cargo
- 1953 The Man Who Watched the Trains Go By
- 1956 Lisbon
- 1959 This Earth Is Mine
- 1960 The Lost World
- 1961 The Pied Piper of Hamelin
- 1961 Il Pianeta degli Uomini Spenti
- 1962 Lawrence of Arabia
- 1963 Twilight of Honor
- 1965 The Greatest Story Ever Told